# Truly Madly Deeply
Pour les articles homonymes, voir Truly, Madly, Deeply (homonymie).
Pour plus de détails, voir Fiche technique et Distribution.
Truly Madly Deeply est un film britannique réalisé par Anthony Minghella en 1990 (au départ pour la télévision), sorti en salles en 1991.

## Synopsis
Nina, à 40 ans, est inconsolable depuis la mort de Jamie, son mari violoncelliste. Un jour pourtant, celui-ci réapparaît, comme si de rien n'était. Mais bientôt, il devient « envahissant », imposant à Nina la présence d'amis musiciens, fantômes comme lui, avec lesquels il improvise des concerts et regarde des vidéos. Par ailleurs, Nina rencontre un travailleur social, Mark : ils s’éprennent l’un de l’autre. Jamie comprend alors qu'il est temps de « disparaître » définitivement.

## Fiche technique
- Scénario original : Anthony Minghella
- Photographie : Remi Adefarasin
- Musique : Barrington Pheloung
- Montage : John Stothart
- Costumes : James Keast
- Producteur : Robert Cooper, pour la BBC Films
- Genre : film fantastique
- Format : Couleurs
- Durée : 103 minutes

## Distribution
- Juliet Stevenson : Nina
- Alan Rickman : Jamie
- Bill Paterson : Sandy
- Michael Maloney : Mark
- Jenny Howe : Burge
- Carolyn Choa : l'interprète
- Christopher Rozycki : Titus
- David Ryall : George
- Keith Bartlett : Plumber
- Stella Maris : Maura
- Ian Hawkes : Harry
- Deborah Findlay : Claire
- Vania Vilers : le Français
- Arturo Venegas : Roberto
- Richard Syms : Symonds
- Mark Long : Isaac
- Teddy Kempner : Freddie
- Graham DuFresne : Pierre
- Frank Baker : Bruno
- Tony Bluto : Anthony

## Analyse
C'est le premier film d'Anthony Minghella, dont le sujet se rapproche de Ghost (1990). S'il n'en a pas les moyens techniques ni les mêmes visées commerciales, Truly Madly Deeply obtient pourtant à sa sortie un joli succès public et critique, auquel Alan Rickman a contribué, lui qui s'était fait remarquer en 1988 dans Piège de cristal. Minghella connaît ensuite un bien plus grand succès avec Le Patient anglais (1996).